# Jan Vidím
Jan Vidím (* 25. června 1964 Hradec Králové) je český politik ODS, po sametové revoluci československý poslanec Sněmovny lidu Federálního shromáždění za Občanské fórum, pak za ODS, v letech 1996 až 2013 trvale poslanec Poslanecké sněmovny. Byl místopředsedou poslaneckého klubu ODS a předsedou Výboru pro obranu PSP ČR.

## Biografie

### Mládí a studium
Mládí prožil na pražském Spořilově. Po absolvování základní školy byl přijat v roce 1978 na pražské gymnázium Botičská, kde v roce 1982 složil maturitní zkoušku. Ve studiích pokračoval na Vysoké škole ekonomické v Praze. Po třech letech je v roce 1985 přerušil a oženil se. V manželství se mu narodil syn Jan a dcera Barbora. Krátce pracoval jako učitel na základní škole a v letech 1985 až 1987 absolvoval tehdejší povinnou dvouletou základní vojenskou službu. V roce 1987 se ke studiu ekonomie vrátil, avšak v důsledku revolučních událostí v Československu v roce 1989 studium nedokončil. Po letech se však k vysokoškolskému studiu opět vrátil, když v letech 2003 až 2009 absolvoval bakalářské studium a následně magisterské studium na Policejní akademii ČR v Praze.

### Sametová revoluce
Byl účastníkem protirežimních pražských manifestací v letech 1988-1989. V roce 1989 zastupoval Vysokou školu ekonomikou v nelegálním studentském spolku STUHA, který připravil studentský pochod 17. listopadu 1989, jenž se stal spouštěčem listopadových událostí roku 1989. Stal se předsedou Stavovské unie studentů a v březnu roku 1990 prezidentem Českomoravského vysokoškolského studentského parlamentu.
Zapojil se do činnosti Občanského fora. Ve volbách roku 1990 v tehdejší ČSFR kandidoval za OF do Sněmovny lidu (volební obvod Jihočeský kraj). Slib složil dodatečně v září 1990. Byl stoupencem konzervativně-liberálního proudu v OF, který se postupně vydělil v rámci frakce Meziparlamentní klub demokratické pravice a později vedl k rozštěpení OF v roce 1991. Po rozkladu OF nastoupil do poslaneckého klubu ODS, mezi jejíž zakládající členy patřil. Mandát obhájil ve volbách roku 1992. Ve Federálním shromáždění setrval do zániku Československa v prosinci 1992.

### Politická kariéra po roce 1992
V letech 1993 až 1996 působil jako tajemník Magistrátu hlavního města Prahy.
Ve volbách v roce 1996 byl zvolen do Poslanecké sněmovny Parlamentu České republiky za ODS za Středočeský kraj. Poslanecký mandát obhájil ve všech následujících volbách, tedy v předčasných volbách roku 1998, volbách roku 2002, volbách roku 2006 i volbách roku 2010.
V letech 1994 až 2003 byl předsedou regionálního sdružení ODS Středočeského kraje a od 27. října 2003 je jeho čestným předsedou. V letech 1991 až 2009 byl členem oblastního sdružení ODS Mladá Boleslav a od roku 2009 je členem oblastního sdružení ODS Benešov. V roce 2000 vedl volební kampaň celé ODS pro volby do krajských zastupitelstev a do Senátu Parlamentu ČR.
Od roku 1996 pracoval nepřetržitě v Poslanecké sněmovně, kde vykonával mandát poslance. Ve všech volebních obdobích byl vždy členem poslaneckého klubu ODS, předkladatelem návrhů zákonů, členem výborů, podvýborů, komisí a delegací, taktéž členem meziparlamentních skupin přátel zemí v rámci Meziparlamentní unie. Jeho práce spočívala především v aktivitách spojených s výkonem mandátu poslance Poslanecké sněmovny Parlamentu České republiky, kde zastával roli odborníka na bezpečnost a obranu. Od roku 1996 byl členem Výboru pro obranu a bezpečnost PSP ČR a od roku 2002 jeho předsedou a členem Stálé delegace do Parlamentního shromáždění NATO. Po rozdělení výboru byl od roku 2006 členem Výboru pro bezpečnost PSP ČR a předsedou Výboru pro obranu PSP ČR. Po opětovném sloučení ve Výbor pro obranu a bezpečnost PSP ČR byl v letech 2010 a 2011 jeho místopředsedou. Po následném novém rozdělení tohoto výboru se stal od konce roku 2011 opět předsedou Výboru pro obranu PSP ČR a zastával i řadu jiných funkcí ve sněmovních orgánech.
Poté, co byl na středočeské kandidátní listině do předčasných voleb v roce 2013 zařazen až na třinácté místo, rozhodl se nekandidovat a vysokou politiku opustit. Stal se pak místopředsedou představenstva v nově vzniklé akciové společnosti Technická správa komunikací hlavního města Prahy a současně v této firmě zastává pozici ředitele divize 2.

## Rodina
Jeho manželka Iveta se věnuje pedagogické práci s postiženými dětmi. Syn Jan studuje Vysokou školu ekonomickou v Praze. Dcera Barbora se v roce 2002 stala matkou jeho vnučky Natálie, vystudovala gymnázium a dnes studuje Univerzitu J. A. Komenského.

## Politické funkce

### Funkce a členství v OF
- kandidát na poslance Sněmovny lidu FS ČSFR za OF ve volbách 1990
- poslanec Sněmovny lidu FS ČSFR za OF ve volebním období 1990-1992

### Funkce a členství v ODS
- člen ODS od roku 1991
- člen oblastního sdružení ODS Mladá Boleslav v letech 1991-2009
- místopředseda Regionálního sdružení ODS Střední Čechy v letech 1992-1993
- kandidát na poslance Sněmovny lidu Federálního shromáždění ČSFR za ODS ve volbách 1992
- poslanec Sněmovny lidu FS ČSFR za ODS ve volebním období 1992-1996 do vzniku samostatné ČR
- předseda Regionálního sdružení ODS Střední Čechy v letech 1993-2003
- čestný člen orgánů Regionálního sdružení ODS Střední Čechy od 27.10.2003 až doposud
- kandidát na poslance PSP ČR za ODS ve volebním obvodě Středočeský kraj v parlamentních volbách 1996
- poslanec PSP ČR ve volebním období 1996-1998
- člen poslaneckého klubu ODS v PSP ČR ve volebním období 1996-1998
- kandidát na poslance PSP ČR za ODS ve volebním obvodě Středočeský kraj v parlamentních volbách 1998
- poslanec PSP ČR ve volebním období 1998-2002
- člen poslaneckého klubu ODS v PSP ČR ve volebním období 1998-2002
- lídr volební kampaně ODS pro volby do krajských zastupitelstev a do Senátu PČR v roce 2000
- kandidát na poslance PSP ČR a ODS ve volebním obvodě Středočeský kraj v parlamentních volbách 2002
- poslanec PSP ČR ve volebním období 2002-2006
- člen poslaneckého klubu ODS v PSP ČR ve volebním období 2002-2006
- kandidát na poslance PSP ČR za ODS ve volebním obvodě Středočeský kraj v parlamentních volbách 2006
- poslanec PSP ČR ve volebním období 2006-2010
- člen poslaneckého klubu ODS v PSP ČR ve volebním období 2006-2010
- člen oblastního sdružení ODS Benešov od roku 2009 až doposud (2012)
- kandidát na poslance PSP ČR za ODS ve volebním obvodě Středočeský kraj v parlamentních volbách 2009
- poslanec PSP ČR ve volebním období 2010-2013
- místopředseda poslaneckého klubu ODS v PSP ČR ve volebním období 2010-2013

### Funkce v Poslanecké sněmovně Parlamentu ČR
Volební období 1996-1998
- člen Výboru pro obranu a bezpečnost a jeho Podvýboru pro vězeňství
- člen Stálé komise pro kontrolu použití operativní techniky Policie ČR

Volební období 1998-2002
- předseda Volebního výboru
- člen Výboru pro obranu a bezpečnost
- člen Podvýboru pro zpravodajské služby
- předseda Volební komise Poslanecké sněmovny
- předseda Stálé komise pro kontrolu činnosti Vojenského obranného zpravodajství
- člen Vyšetřovací komise pro vyšetření pochybností v kauze TELECOM
- člen dozorčí rady VZP

Volební období 2002-2006
- předseda Výboru pro obranu a bezpečnost
- místopředseda Podvýboru pro problematiku korupce
- člen Podvýboru pro profesionalizaci AČR
- člen Podvýboru pro zpravodajské služby
- člen Volebního výboru
- člen Organizačního výboru
- člen Podvýboru pro přípravu novely jednacího řádu
- člen Volební komise Poslanecké sněmovny
- člen Stálé komise pro kontrolu činnosti Vojenského obranného zpravodajství
- člen Stálé komise PS PČR pro sledování procesu zpřístupnění svazků vzniklých činností bývalé StB
- člen Vyšetřovací komise ve věci vyrovnání České republiky se společností Diag Human
- člen Stálé delegace do Parlamentního shromáždění NATO
- předseda parlamentní skupiny ČR-Korea v rámci Stálé delegace do Meziparlamentní unie
- člen parlamentní skupiny ČR-ASEAN Korea v rámci Stálé delegace do Meziparlamentní unie
- člen skupiny ČR-Mongolsko Korea v rámci Stálé delegace do Meziparlamentní unie
- člen skupiny ČR-Vietnam Korea v rámci Stálé delegace do Meziparlamentní unie
- člen dozorčí rady VZP

Volební období 2006-2010
- předseda Výboru pro obranu
- člen Podvýboru pro kontrolu obchodu s vojenským materiálem
- člen Výboru pro bezpečnost
- člen Volebního výboru
- člen Organizačního výboru
- člen Podvýboru pro přípravu novely jednacího řádu
- člen Volební komise
- člen Stálé komise pro kontrolu činnosti Vojenského zpravodajství
- člen Stálé komise pro kontrolu použití operativní techniky Policie České republiky
- člen Stálé delegace do Parlamentního shromáždění NATO
- předseda parlamentní skupiny ČR-Korea v rámci Stálé delegace do Meziparlamentní unie
- místopředseda parlamentní skupiny ČR-Izrael v rámci Stálé delegace do Meziparlamentní unie
- člen parlamentní skupiny ČR-Mongolsko v rámci Stálé delegace do Meziparlamentní unie
- člen parlamentní skupiny ČR-Afghánistán v rámci Stálé delegace do Meziparlamentní unie
- člen Vyšetřovací komise pro vyšetření neoprávněných zásahů do soukromého a rodinného života některých osob uskutečňovaných za účelem nátlaku na členy Parlamentu České republiky

Volební období 2010-2013
- předseda Výboru pro obranu
- člen Mandátového a imunitního výboru
- člen Volebního výboru
- člen Organizačního výboru
- místopředseda Výboru pro obranu a bezpečnost v letech 2010 a 2011
- člen Volební komise 2010-2013 a v letech 2010 a 2011 její předseda
- člen Stálé komise pro kontrolu činnosti Vojenského zpravodajství
- člen Stálé komise pro kontrolu použití odposlechů a záznamů telekomunikačního provozu a použití sledování osob a věcí, rušení provozu elektron. komunikací a kontrolu činnosti Inspekce Policie
- člen stálé delegace do Meziparlamentní unie
- člen podvýboru pro přípravu návrhů na propůjčení nebo udělení státních vyznamenání
- člen podvýboru pro přípravu novely zákona o jednacím řádu Poslanecké sněmovny
- člen podvýboru pro kontrolu akvizic Ministerstva obrany a obchodu s vojenským materiálem v letech 2010 a 2011
- člen podvýboru pro strategické koncepce a reformu AČR v letech 2010 a 2011
- předseda parlamentní skupiny ČR – Afghánistán v rámci Stálé delegace do Meziparlamentní unie
- člen parlamentní skupiny ČR – Indie, Srí Lanka v rámci Stálé delegace do Meziparlamentní unie
- člen parlamentní skupiny ČR – Vietnam v rámci Stálé delegace do Meziparlamentní unie
- člen parlamentní skupiny ČR – Izrael v rámci Stálé delegace do Meziparlamentní unie
- člen parlamentní skupiny ČR – Korejská republika v rámci Stálé delegace do Meziparlamentní unie